# Spilocuscus
Spilocuscus es un género de marsupiales diprotodontos de la familia Phalangeridae incluye a cinco especies, conocidas vulgarmente como cuscús, endémicas de Australasia.

## Especies
Tiene descritas 5 especies:
- Spilocuscus kraemeri[1]
- Spilocuscus maculatus[1]
- Spilocuscus papuensis[1]
- Spilocuscus rufoniger[1]
- Spilocuscus wilsoni[2]